# Griswoldia transversa
Espèce
Synonymes
- Machadonia transversa Griswold, 1991

Griswoldia transversa est une espèce d'araignées aranéomorphes de la famille des Zoropsidae.

## Distribution
Cette espèce est endémique d'Afrique du Sud. Elle se rencontre au KwaZulu-Natal et au Cap-Oriental.

## Publication originale
- Griswold, 1991 : A revision and phylogenetic analysis of the spider genus Machadonia Lehtinen (Araneae, Lycosoidea). Entomologica Scandinavica, vol. 22, p. 305-351.